# پل ساراسین
پل ساراسین (به تایلندی: สะพานสารสิน) پلی در کشور تایلند است که قسمت اصلی استان پوکِت و استان پهانگ نگا در جنوب تایلند را به یکدیگر متصل می‌کند. این پل یکی از زیباترین پل‌ها شناخته شده و حاوی تاریخ فراموش‌نشدنی‌ای از کشور تایلند است.
این پل در سال ۱۹۵۱ ساخته و در ۷ ژوئیهٔ ۱۹۶۷ رسماً افتتاح شد؛ و اولین پل متصل کننده Phuket و Phang Nga، با طول کل ۶۶۰ متر است که با بودجه کل ۲۸٬۷۷۰٬۰۰۰ بات ساخته شده‌است. نام ان از Pote Sarasin، نخست‌وزیر سابق تایلند، زمانی که وزیر توسعه ملی بود برگفته شده‌است.
این پل در تاریخ ۲۲ فوریه سال ۱۹۷۳ فاجعه فراموش نشدنی ای را رقم زد. دو عاشق جوان اهل پوکت با نام‌های دام و گیو به خاطر عشق نافرجامشان، خود از روی پل به داخل آب پریدند. دام از یک خانواده ضعیف و راننده اتوبوس محلی (songthaew) و راننده و کارگر تعویض لاستیک ماشین بود. Gew از یک خانواده ثروتمند و دانشجو بود که سوار اتوبوس دام می‌شد. گیو عضوی از یک خانواده متول بود و انتظار می‌رفت که با فردی ثروتمند نیز ازدواج کند. شناخت آنها از یکدیگر موجب ایجاد عشق میانشان شد. آنها به دنبال جلب رضایت پدر برای ازدواجشان بودند اما او درخواست آنها را ردکرد. این امر موجب شد تا آنها دوباره یکدیگر را ببینند. پس از فرونشاندن عشق توسط پدر گیو، آنها تصمیم گرفتند حال که نمی‌توانند با هم زندگی کنند، پس زندگی خودشان را می‌گیرند. در شب ۲۲ فوریه سال ۱۹۷۳، آنها خود را با یک لنگ به هم بسته و از پل Sarasin به داخل اب پریدند.
داستان این دو عاشق برای همیشه در حافظه پوکت باقی می‌ماند. در سال ۱۹۸۷ نیز یک فیلم تایلندی با نام Saphan Rak Sarasin؛ ساراین، پل عشق، با بازیگری دو ستاره بازیگر Chintara Sukapatana و Ron Banjongsang ساخته شده‌است. پل Sarasin از آن زمان به یکی از جاذبه‌های توریستی تبدیل شده و یکی از شناخته شده‌ترین مکانها در پوکت است.
در حال حاضر، پل Sarasin دیگر برای عبور و مرور اتومبیل‌ها خدمات ارائه نمی‌دهد. از آنجا که پل جدیدی به نام "Thepkasattri "، یا به اصطلاح پل جدید Sarasin یا Sarasin II ساخته شده‌است، از سال ۲۰۱۱، پل Sarasin تنها به صورت پل عابر پیاده مورد استفاده قرار می‌گیرد. این پل نور پردازی شده و غرفه‌هایی نیز برای گشت و گذار در ان برپا شده‌است.